# Tiffany Hines
Tiffany Hines est une actrice américaine née le 2 septembre 1983 à Cincinnati, dans l'Ohio (États-Unis).
Elle est principalement connue, à la télévision, elle se fait connaître pour avoir joué l'un des rôles principaux dans le teen drama Makaha Surf (2006-2009). Par la suite, elle a joué de nombreux rôles récurrents dans divers shows à succès comme la série policière Bones (2009-2017), la série d'action Nikita (2010-2011), la dramatique 90210 Beverly Hills : Nouvelle Génération (2011-2012) ou encore la tragi-comique Devious Maids (2014) ainsi que la série d'espionnage 24: Legacy (2016-2017) et la comique Hit the Floor (2018).

## Biographie

### Jeunesse et formation
Passionnée par le métier d'actrice, dès son plus jeune âge, elle reçoit le soutien de ses parents. Elle participe à différentes compétitions organisées au niveau de l'école et du collège.
Elle s'inscrit à l'Université de Cincinnati pour ses études supérieures et obtient un diplôme en arts dramatique.

### Carrière

#### Débuts télévisuels (années 2000)
Elle commence sa carrière par quelques rôles mineurs comme dans les séries populaires Grey's Anatomy et Heroes avant de décrocher l'un des rôles principaux d'une série pour adolescents Makaha Surf. Dans cette série, diffusée de 2006 à 2009, l'intrigue tourne autour de 4 jeunes femmes désireuses de devenir surfeuses professionnelles. C'est ce rôle qui lui permet de se faire connaître et d'obtenir, par la suite, de nombreux rôles d'invitée et/ou récurrents. 

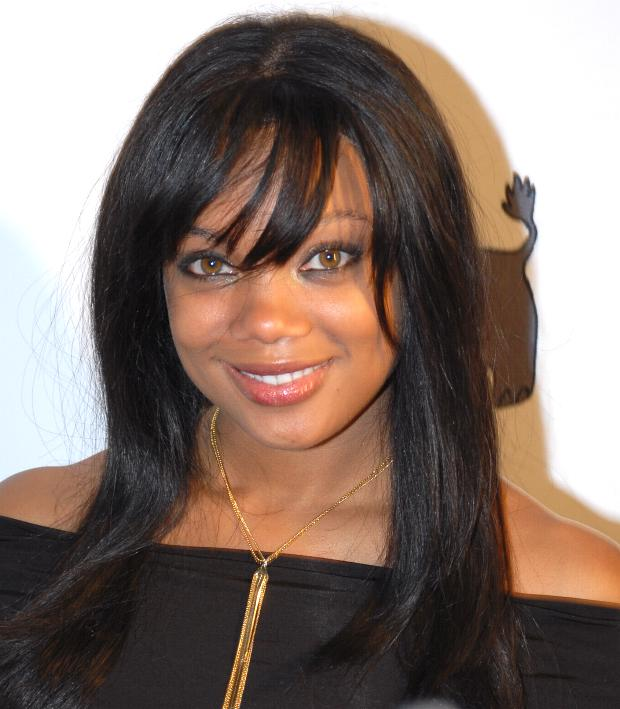
Photographiée en 2007.

Entre-temps, elle est à l'affiche du téléfilm catastrophe Requins : L'Armée des profondeurs avec Daryl Hannah et John Schneider. Il s'agit du onzième film de la collection Maneater series sur Syfy.
Elle réussit également à obtenir des petits rôles dans des séries policières qu'elle apprécie particulièrement comme Esprits criminels et Les Experts.
Son premier film est un court métrage dramatique, The Winged Man, sorti en 2008, dans lequel elle donne la réplique à Ana Ortiz.
À partir de 2009, elle joue le rôle récurrent de Michelle Welton, fille de Camille Saroyan, interprétée par Tamara Taylor, dans la série d'anthropologie policière à succès, Bones. Elle jouera dans une dizaine d'épisodes, dont la diffusion s'étale jusqu'en 2017.

#### Rôles réguliers et secondaires (années 2010)
En 2010, elle joue dans son premier long métrage, en étant l'une des têtes d'affiche de la comédie romantique à petit budget, Perfect Combination. Cette même année, elle intervient dans trois épisodes de la série télévisée 10 Things I Hate About You d'après le film Dix Bonnes Raisons de te larguer de Gil Junger.
Puis, elle signe pour un des rôles principaux de la série d'action Nikita, portée par Maggie Q. Son personnage, Jaden l'ennemie d'Alex, jouée par Lyndsy Fonseca, est néanmoins sacrifiée vers la fin de la première saison. Parallèlement, elle intervient dans six épisodes de la quatrième saison de 90210 Beverly Hills : Nouvelle Génération, une série dérivée de la série culte Beverly Hills 90210.
En 2012, elle est supposée rejoindre la distribution principale d'une série dramatique développée par le réseau ABC, Americana. Portée par Ashley Greene, l'intrigue devait tourner autour d'une designer célèbre devant composer entre son travail très prenant, sa vie amoureuse tumultueuse et sa famille envahissante, cependant le projet n'est pas retenu dans la grille de rentrée.

Entre 2013 et 2014, elle est à l'affiche de deux longs métrages : D'abord le drame The Dark Party de Kadeem Hardison, nommé au prix du grand jury lors de l'American Black Film Festival et un second rôle dans une autre comédie romantique indépendante Black Coffee qui est, à l'inverse, laminée par la critique.

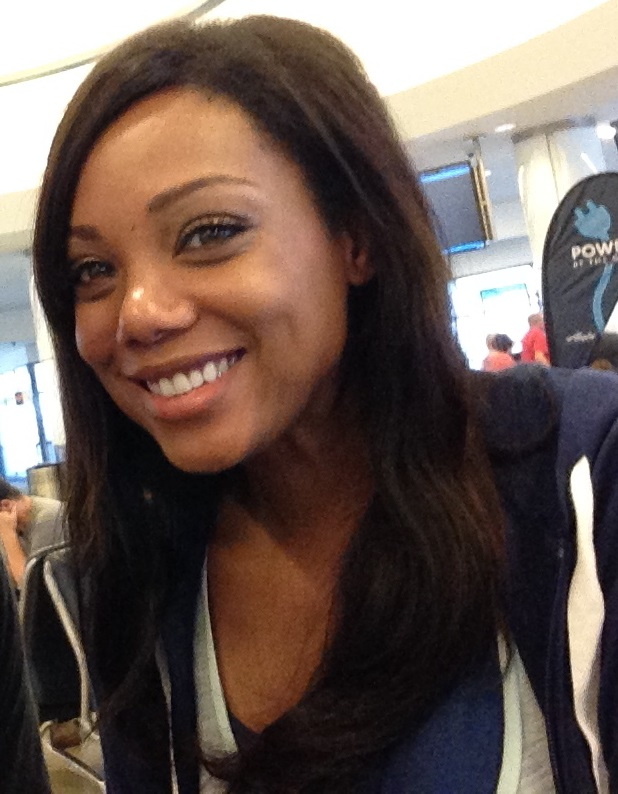
Photographiée en 2014.

C'est à la télévision qu'elle participe à des projets plus exposés. Elle signe pour un rôle récurrent dans la seconde saison de la série tragi comique Devious Maids, une production d'Eva Longoria et une création de Marc Cherry, qui s'est fait connaître grâce à la série à succès Desperate Housewives. Elle incarne la peste Didi Miller qui se confronte à l'une des héroïnes, Dania Ramírez.
En 2015, elle intervient dans quelques épisodes de séries comme Backstrom, Stalker et Stitchers. Elle est aussi à l'affiche du téléfilm familial Un baby-sitting pour 2 avec Tammin Sursok et au cinéma, dans le drame de science fiction, Toxin, secondant des acteurs tels que Danny Glover, Vinnie Jones, Taylor Handley et Beverley Mitchell. L'année d'après, elle joue dans deux épisodes de l'éphémère série horrifique Damien, puis elle décroche un rôle récurrent dans 24: Legacy dont l'histoire se déroule trois ans après les événements de la mini-série 24 heures chrono : Live Another Day, qui faisait office de neuvième saison de la série du même nom.
Cette année-là, elle interprète la chanteuse Tamar Braxton, la sœur de Toni Braxton dans un biopic télévisuel dédié à cette dernière, produit par la chaîne Lifetime et élu meilleur téléfilm lors des Leo Awards 2017.
En 2017, elle est l'héroïne d'un court métrage de science fiction, Real Artists, plébiscité et récompensé lors de quelques festivals du cinéma indépendant. Cette production lui vaut le titre de meilleure actrice lors des Southern Shorts Awards. L'année suivante, elle rejoint le casting de la série télévisée Hit the Floor, portée par Dean Cain, qui en est à sa quatrième et ultime saison. La même année, elle intègre la distribution de la série policière Magnum P.I., un remake de la série télévisée du même nom créée par Glen A. Larson et Donald Bellisario et diffusée dans les années 1980.

### Vie privée
Elle reste très discrète sur sa vie privée tout en étant active sur les réseaux sociaux.

## Filmographie

### Cinéma

#### Courts métrages
- 2008 : The Winged Man de Marya Mazor : Allysha
- 2009 : Dandelion Dharma de Veronica DiPippo : Sylvie
- 2017 : Real Artists de Cameo Wood : Sophia Baker

#### Longs métrages
- 2010 : Perfect Combination de Trey Haley : Lia
- 2013 : The Dark Party de Kadeem Hardison : Makayda
- 2014 : Black Coffee de Mark Harris : Lia
- 2015 : Toxin de Jason Dudek : Rhonda

### Télévision

#### Séries télévisées
- 2006 : Grey's Anatomy : Natalie (saison 2, épisodes 26 et 27)
- 2006 : Heroes  : Une cheerleader (saison 1, épisode 9)
- 2006-2009 : Makaha Surf (Beyond the Break) : Birdie Scott (rôle principal - 36 épisodes)
- 2007 : Esprits criminels (Criminal Minds) : Naomi (saison 2, épisode 16)
- 2008 : This Can't Be My Life : Jackie Geraud (saison 1, épisode 1)
- 2008 : Miss Guided (en) : Une étudiante (saison 1, épisode 1)
- 2008 : Retour à Lincoln Heights (Lincoln Heights) : Kelly Hawkins (saison 3, épisodes 8 et 9)
- 2008 : Les Experts : Las Vegas (CSI: Crime Scene Investigation) : Layla Wells (saison 9, épisode 8)
- 2009 : Meteor (mini série) : Maya (2 épisodes)
- 2009 : Secret Girlfriend : Amy (saison 1, 3 épisodes)
- 2009-2017 : Bones : Michelle Welton (rôle récurrent - 10 épisodes)
- 2010 : Lie to Me : Lacey (saison 2, épisode 21)
- 2010 : 10 Things I Hate About You : Kaitlin (saison 1, 3 épisodes)
- 2010-2011 : Nikita : Jaden l'ennemie de Alex (rôle récurrent - 20 épisodes)
- 2011-2012 : 90210 Beverly Hills : Nouvelle Génération : Kat (saison 4, 6 épisodes)
- 2012 : Americana : Shane Kelly (pilote non retenu)
- 2014 : Devious Maids : Didi Miller (saison 2, 6 épisodes)
- 2014 : The Other Hef : Tiffany (saison 1, 4 épisodes)
- 2014 : Rush : Steffi (saison 1, 2 épisodes)
- 2015 : Backstrom : Cassandra Lastrange (saison 1, épisode 1)
- 2015 : Stalker : Sky (saison 1, épisode 16)
- 2015 : Stitchers : Marta Rodriguez (saison 1, 4 épisodes)
- 2016 : Damien :  Kelly Baptiste (saison 1, 2 épisodes)
- 2016-2017 : 24: Legacy : Aisha (rôle récurrent - 4 épisodes)
- 2018 : Hit the Floor : Eve (saison 4 - 8 épisodes)
- 2018-2019 : Magnum P.I. : Lara Nuzo (2 épisodes)
- 2022 : The Guardians of Justice : Black Bow

#### Téléfilms
- 2008 : Requins - L'armée des profondeurs (Shark Swarm) de James A. Contner : Michelle
- 2014 : Un Baby-sitting pour 2 de Savage Steve Holland : Elena
- 2016 : Toni Braxton: Unbreak My Heart de Vondie Curtis-Hall : Tamar Braxton
- 2018 : La double vie de mon mari de Jake Helgren : Melinda Wells
- 2019 : Pride & Prejudice: Atlanta de Rhonda Baraka : Elizabeth 'Lizzie' Bennet

### Jeux vidéo
- 2008 : CSI: Crime Scene Investigation : Layla (voix)

## Distinctions
Sauf indication contraire ou complémentaire, les informations mentionnées dans cette section proviennent de la base de données IMDb

### Récompenses
- Southern Shorts Awards 2017 : Meilleure actrice pour Real Artists

### Nominations
- Out of The Can Film Festival 2017 : Meilleure actrice dans un second rôle pour Real Artist